# Dale Robertson
Dale Robertson, all'anagrafe Dayle Lymoine Robertson (Harrah, 14 luglio 1923 – San Diego, 26 febbraio 2013), è stato un attore statunitense.

## Biografia
Dale Robertson fu pugile professionista prima di entrare alla Claremore Military Academy a Claremore, nel natio Oklahoma. Durante la seconda guerra mondiale fu arruolato e combatté sia in Nordafrica che sul fronte del Pacifico. Nel periodo trascorso presso la base militare di San Luis Obispo (California), venne ritratto da un fotografo professionista e la sua immagine fu successivamente notata da un agente cinematografico. Robertson esordì sul grande schermo con un breve ruolo non accreditato di poliziotto nel film drammatico Il ragazzo dai capelli verdi (1948) di Joseph Losey, cui seguirono altri due ruoli minori nel melodramma Viale Flamingo (1949) e nella commedia La foglia di Eva (1949). Nello stesso anno l'attore trovò la sua ideale collocazione nel genere western, interpretando il bandito Jesse James nel film L'inafferrabile (1949).
Malgrado la mancanza di esperienza nella recitazione, nella prima metà degli anni cinquanta interpretò una nutrita serie di ruoli da protagonista in western come Il figlio del Texas (1952), I banditi di Poker Flat (1952), La frusta d’argento (1953), La città dei fuorilegge (1953) e La strage del 7º Cavalleggeri (1954). Nella seconda metà del decennio iniziò ad apparire anche sul piccolo schermo, e la sua presenza sugli schermi si fece più sporadica. Nello stesso periodo l'attore apparve in un genere per lui inusuale, nel ruolo di Raffaele in Anna di Brooklyn (1958), diretto da Carlo Lastricati e Vittorio De Sica, una commedia di produzione italiana.
All'inizio degli anni sessanta Robertson si affermò definitivamente come star televisiva grazie al personaggio di Jim Hardie, agente speciale della compagnia di servizi finanziari Wells Fargo, nella serie western Tales of Wells Fargo, di cui girò 201 episodi tra il 1957 e il 1962, e Iron Horse (43 episodi dal 1966 al 1968), il cui protagonista Ben Calhoun vince a poker una linea ferroviaria non ancora completata. Nel decennio successivo l'attore limitò l'attività artistica a sporadiche apparizioni in film per la tv, mentre negli anni ottanta ebbe un inatteso rilancio grazie alla partecipazione a serie come Fantasilandia (1979), Love Boat (1980) e Matt Houston (1982), e soprattutto ai serial Dynasty (1981), di cui girò tredici episodi nel ruolo di Walter Lankershim (personaggio uscito di scena dopo la prima stagione), e Dallas, dove apparve nei panni di Frank Crutcher in cinque episodi girati nel corso del 1982.
Il suo ultimo ruolo da protagonista fu quello di Jerome Jeremiah Starbuck nella serie J.J. Starbuck (1987-1988), cui seguirono due apparizioni nel ruolo di Lee Goddard ne La signora in giallo (1988-1989), e di Zeke Terrell nella serie western Harts of the West (1993-1994), accanto a Lloyd Bridges, prima del definitivo ritiro dalle scene.
Fino alla morte, avvenuta nel 2013 all'età di 89 anni, visse con la moglie Susan Robbins (sposata nel 1980) in un ranch a Yukon (Oklahoma). In precedenza era stato sposato nel 1956 per pochi mesi con l'attrice Mary Murphy.

## Filmografia

### Cinema
- Il ragazzo dai capelli verdi (The Boy with Green Hair), regia di Joseph Losey (1948) (non accreditato)
- Viale Flamingo (Flamingo Road), regia di Michael Curtiz (1949) (non accreditato)
- La foglia di Eva (The Girl from Jones Beach), regia di Peter Godfrey (1949) (non accreditato)
- L'inafferrabile (Fighting Man of the Plains), regia di Edwin L. Marin (1949)
- Il ponte dei senza paura (The Cariboo Trail), regia di Edwin L. Marin (1950)
- Due bandiere all'ovest (Two Flags West), regia di Robert Wise (1950)
- Butterfly americana (Call Me Mister), regia di Lloyd Bacon (1951)
- Take Care of My Little Girl, regia di Jean Negulesco (1951)
- Il segreto del lago (The Secret of Convict Lake), regia di Michael Gordon (1951) (voce, non accreditato)
- Un'avventura meravigliosa (Golden Girl), regia di Lloyd Bacon (1951)
- Il figlio del Texas (Return of the Texan), regia di Delmer Daves (1952)
- I banditi di Poker Flat (The Outcasts of Poker Flat), regia di Joseph M. Newman(1952)
- La rivolta di Haiti (Lydia Bailey), regia di Jean Negulesco (1952)
- Prigionieri della palude (Lure of the Wilderness), regia di Jean Negulesco (1952) (voce, non accreditato)
- La giostra umana (O' Henry's Full House), regia di Henry Hathaway e Howard Hawks (1953)
- La frusta d'argento (The Silver Whip), regia di Harmon Jones (1953)
- The Farmer Takes a Wife, regia di Henry Levin (1953)
- L'inferno di Yuma (Devil's Canyon), regia di Alfred L. Werker (1953)
- La città dei fuorilegge (City of Bad Men), regia di Harmon Jones (1953)
- Giocatore d'azzardo (The Gambler from Natchez), regia di Henry Levin (1954)
- La Strage del 7º cavalleggeri (Sitting Bull), regia di Sidney Salkow (1954)
- Top of the Wall, regia di Lewis R. Foster (1955)
- Il figlio di Sinbad (Son of Sinbad), regia di Ted Tetzlaff (1955)
- L'ovest selvaggio (A Day of Fury), regia di Harmon Jones (1956)
- L'agguato delle cento frecce (Dakota Incident), regia di Lewis R. Foster (1956)
- High Terrace, regia di Henry Cass (1956)
- La sfida dei fuorilegge (Hell Canyon Outlaws), regia di Paul Landres (1957)
- Anna di Brooklyn, regia di Carlo Lastricati e Vittorio De Sica (1958)
- La legge dei fuorilegge (Law of the Lawless), regia di William F. Claxton (1964)
- 1000 dollari per un Winchester (Blood on the Arrow), regia di Sidney Salkow (1964)
- La costa dei barbari (Coast of Skeletons), regia di Robert Lynn (1964)
- Le meravigliose avventure di Chu Min (The Man from Button Willow), regia di David Detiege (1965) (voce)
- Colpo di stato (The One Eyed Soldiers), regia di John Ainsworth (1966)
- Il segreto dei soldati di argilla (The Man from Button Willow), regia di Luigi Vanzi (1970)
- Aru heishi no kake, regia di Keith Larsen e Koji Senno (1970)

### Televisione
- The Ford Television Theatre – serie TV, episodio 4x26 (1956)
- Studio 57 – serie TV, episodio 3x09 (1956)
- Schlitz Playhouse of Stars – serie TV, episodi 5x44-6x12 (1956)
- Climax! – serie TV, episodio 3x14 (1957)
- The 20th Century-Fox Hour – serie TV, episodio 2x14 (1957)
- Undercurrent – serie TV, 1 episodio (1957)
- The George Burns Show – serie TV, episodio 1x10 (1958)
- Tales of Wells Fargo – serie TV, 200 episodi (1957-1962)
- Diamond Jim: Skulduggery in Samantha, regia di John Peyser – film TV (1965)
- Scalplock, regia di James Goldstone – film TV (1966)
- Iron Horse – serie TV, 47 episodi (1966-1968)
- The Red Skelton Show – serie TV, episodio 18x12 (1968)
- Death Valley Days – serie TV, episodi 18x02-18x10-18x16 (1969-1970)
- Melvin Purvis G-MAN, regia di Dan Curtis – film TV (1974)
- The Kansas City Massacre, regia di Dan Curtis – film TV (1975)
- The Last Ride of the Dalton Gang, regia di Dan Curtis – film TV (1979)
- Fantasilandia (Fantasy Island) – serie TV, episodio 3x02 (1979)
- Love Boat (The Love Boat) – serie TV, episodio 4x04 (1980)
- Dynasty – serie TV, 13 episodi (1981)
- Matt Houston – serie TV, episodio 1x01 (1982)
- Dallas – serie TV, 5 episodi (1982)
- J.J. Starbuck – serie TV, 16 episodi (1987-1988)
- La signora in giallo (Murder, She Wrote) – serie TV, episodi 5x07-5x08 (1988-1989)
- Wind in the Wire – film TV (1993)
- Harts of the West – serie TV, episodi 1x08-1x11 (1993-1994)

## Doppiatori italiani
Nelle versioni in italiano dei suoi film, Dale Robertson è stato doppiato da: 
- Gualtiero De Angelis in La città dei fuorilegge, La giostra umana, Giocatore d'azzardo
- Pino Locchi in  L'ovest selvaggio, La legge dei fuorilegge
- Giuseppe Rinaldi in La strage del 7º cavalleggeri, I banditi di Poker Flat
- Giulio Panicali in L'inafferrabile
- Adolfo Geri in Due bandiere all'ovest
- Mario Pisu in La frusta d'argento